# Роговицы
Рогови́цы (фин. Rokovitsa) — деревня в Калитинском сельском поселении Волосовского района Ленинградской области.

## История
На карте Ингерманландии А. И. Бергенгейма, составленной по шведским материалам 1676 года, упоминается как деревня Schrokowits.

РОГОВИЦЫ — деревня принадлежит Подполковнице Логиновой, число жителей по ревизии: 19 м. п., 19 ж. п. (1838 год)

В пояснительном тексте к этнографической карте Санкт-Петербургской губернии П. И. Кёппена 1849 года она записана как деревня Rogowitz (Роговицы) и указано количество проживающих в ней савакотов на 1848 год: 13 м. п., 14 ж. п., всего 27 человек, а также указано, что в деревне есть ещё русское население.

РОГОВИЦЫ — деревня Госпожи Дренякиной, по просёлочной дороге, число дворов — 10, число душ — 25 м. п. (1856 год)

Согласно 10-й ревизии 1856 года деревня Роговицы принадлежала помещице Анне Павловне Дренякиной.
Согласно «Топографической карте частей Санкт-Петербургской и Выборгской губерний» в 1860 году деревня Роговицы насчитывала 17 крестьянских дворов.

РОГОВИЦЫ — полумызок владельческий при ключах, по Самрянской дороге по левую сторону, в 55¾ верстах от Петергофа, число дворов — 19, число жителей: 44 м. п., 52 ж. п. (1862 год)

В 1863—1868 годах временнообязанные крестьяне деревни выкупили свои земельные наделы у Ф. П. Веймарн и стали собственниками земли.

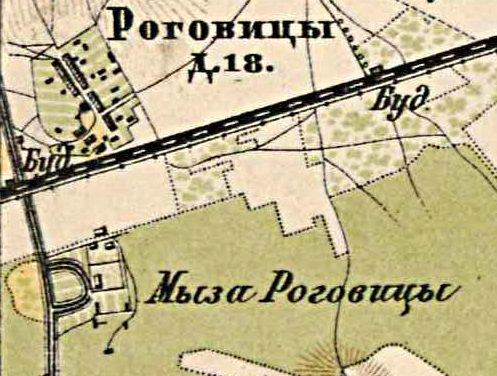
План деревни и мызы Роговицы. 1885 год

В 1885 году деревня насчитывала 18 дворов.
Согласно материалам по статистике народного хозяйства Петергофского уезда 1887 года мыза Роговицы площадью 150 десятин принадлежала лифляндскому уроженцу А. Я. Ильвесу, она была приобретена в 1883 году за 8000 рублей.
В конце XIX века деревня административно относилась к Губаницкой волости 1-го стана Петергофского уезда Санкт-Петербургской губернии, в начале XX века — 2-го стана. Население деревни было смешанным — финско-русским.
По данным «Памятной книжки Санкт-Петербургской губернии» за 1905 год мыза Роговицы площадью 154 десятины принадлежала мещанке Елизавете Александровне Мордуховской.
К 1913 году количество дворов увеличилось до 19.
С 1917 по 1922 год деревня Роговицы входила в состав Кикеринского сельсовета Губаницкой волости Петергофского уезда.
С 1922 года в составе Троцкого уезда.
С 1923 года в составе Венгиссаровской волости.
Согласно данным переписи населения СССР 1926 года в деревне Роговицы проживали 150 человек, большинство русские, а также финны.
С 1927 года в составе Волосовского района.
По данным 1933 года деревня Роговицы входила в состав Кикеринского сельсовета Волосовского района.

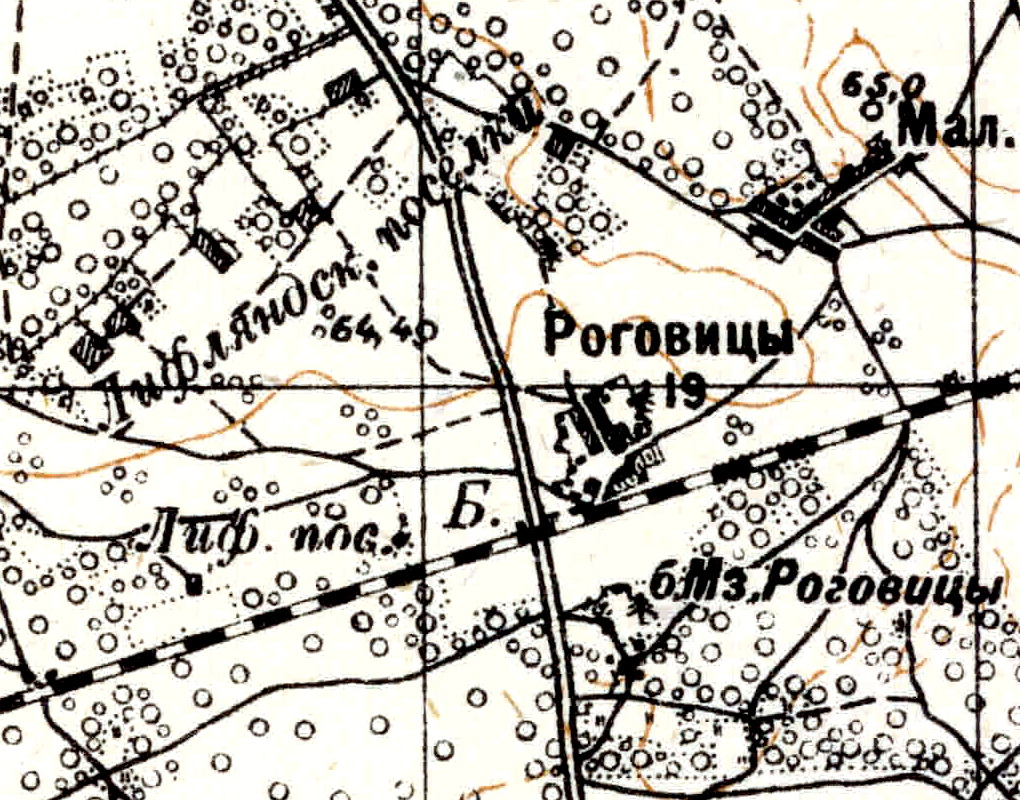
Деревня Роговицы на карте 1934 года

Согласно топографической карте РККА 1934 года деревня насчитывала 19 дворов. К югу от деревни находилась «бывшая мыза Роговицы», к западу и северо-западу находились «Лифляндские посёлки».
Деревня была освобождена от немецко-фашистских оккупантов 27 января 1944 года.
С 1963 года в составе Кингисеппского района.
С 1965 года вновь в составе Волосовского района. В 1965 году население деревни Роговицы составляло 117 человек.
По данным 1966 года деревня Роговицы также находилась в составе Кикеринского сельсовета.
По данным 1973 и 1990 годов деревня Роговицы входила в состав Калитинского сельсовета.
В 1997 году в деревне проживали 36 человек, в 2002 году — 50 человек (русские — 84 %), в 2007 году — 61, в 2010 году — 93 человека.

## География
Деревня расположена в восточной части района на автодороге 41А-002 (Гатчина — Ополье).
Расстояние до административного центра поселения — 3,8 км. Расстояние до районного центра — 12 км.
Расстояние до ближайшей железнодорожной платформы Роговицы (81 км) — 1 км.

## Демография
| 1862 | 2002 | 2007 | 2010 | 2013 | 2017 |
| ---- | ---- | ---- | ---- | ---- | ---- |
| 96   | ↘50  | ↗61  | ↗93  | ↘64  | ↗96  |

### Национальный состав
Согласно данным Всероссийской переписи населения 2021 года в деревне проживали 106 человек, из них:
 русские — 104, цыгане — 1, другие национальности — 1 человек.

## Инфраструктура
На 1 января 2013 года в деревне было зарегистрировано: домов — 85, хозяйств — 20, дачных хозяйств — 59, дачников — 31.

## Транспорт
- Через деревню проходит автодорога Р38 Гатчина — Ополье
- Близ от деревни находится железнодорожный остановочный пункт платформа Роговицы[36]

На станции останавливаются все проходящие через неё пригородные поезда:
- 6661 Санкт-Петербург, Балтийский вокзал — Кингисепп
- 6662 Кингисепп — Санкт-Петербург, Балтийский вокзал
- 6673 Санкт-Петербург, Балтийский вокзал — Гдов
- 6674 Гдов — Санкт-Петербург, Балтийский вокзал

## Достопримечательности
- Близ деревни находится курганно-жальничный могильник XI—XIV веков[37].

## Улицы
Безымянная, Гатчинская, Дачная, Железнодорожная, Сосновая.